# Cal Vidal (Torrefeta)
Cal Vidal és una casa de Torrefeta, al municipi de Torrefeta i Florejacs (Segarra), inclosa a l'Inventari del Patrimoni Arquitectònic de Catalunya.

## Descripció
Aquest edifici presenta dues façanes: la principal al carrer de Sant Antoni i una altra lateral al carrer Sastre.
La façana principal consta de quatre plantes. La planta baixa presenta una portada d'accés rectangular amb portes de fusta de doble batent i una llinda on es pot llegir "XXX 1775 VIDAL". Al primer nivell una finestra rectangular horitzontal i una porta balconera amb barana de forja. Al segon pis una porta balconera amb motllura de pedra i barana de forja. A la planta superior es pot veure dues finestres rectangulars emmarcades per una motllura de pedra, que estan disposades a banda i banda d'un cos que sobresurt de l'edifici i que es corona amb una cornisa simple.
La segona façana, que ocupa un espai considerable del carrer Sastre, queda remarcada per dos grans contraforts. La primera planta presenta unes espitlleres i és en el següent pis on es troben tres portes balconeres amb motllures i balcó de forja. La porta central és d'arc escarser i està decorada amb un medalló en el qual es llegeix la data "1783".
Tot l'edifici deixa a la vista les filades de petits carreus de pedra irregulars.